# David Kostelecký
David Kostelecký (n. 12 mai 1975, Brno, Cehoslovacia) este un trăgător de tir ce a reprezentat Cehia, medaliat olimpic. A participat la 6 ediții ale Jocurilor Olimpice (1996, 2000, 2008, 2012, 2016, 2020) în care a câștigat o medalie de aur și o medalie de argint.